# Aci (mitologia)
Aci (in greco antico: Ἄκις, -ιδος?, in latino Ăcis, -ĭdis) è un personaggio della mitologia greca, figlio di Fauno e della ninfa Simetide. La sua leggenda è descritta da Ovidio nel libro XIII delle Metamorfosi.

## Mito
Secondo quanto racconta Ovidio, Aci era un pastore bellissimo che s'innamorò della ninfa nereide Galatea, a sua volta amata da Polifemo, figlia di Nereo e della ninfa Doride. Accecato dalla gelosia, il ciclope scagliò un masso contro il pastore, il cui sangue, confluito dalla roccia, fu trasformato, per intercessione delle ninfe, in un fiume che fu chiamato proprio Aci e venerato come divinità. Probabilmente il mito s'ispira al modo in cui il fiume sgorga dalla sua sorgente.